# Manhunt (Fernsehserie)
Manhunt ist eine US-amerikanische Anthologie-Serie von Andrew Sodroski. Jede Staffel behandelt jeweils einen anderen, wahren Kriminalfall und zeigt sowohl die Ermittlungen als auch teilweise die Perspektive des Täters und anderer Personen.
Staffel 1 der Serie wurde von der Produktionsfirma von Kevin Spacey, Trigger Street Productions, für den Discovery Channel produziert. Die zweite Staffel wurde bei Spectrum Originals, einem VoD-Dienst von Charter Communications, veröffentlicht und von Lionsgate produziert.

## Staffel 1: „Unabomber“
Die erste Staffel erzählt die wahre Geschichte der FBI-Ermittlungen im Fall des „Unabombers“ Ted Kaczynski.
Die US-Premiere war am 1. August 2017. Die deutschsprachige Erstveröffentlichung fand bei Netflix am 12. Dezember 2017 statt.

### Besetzung und Synchronisation
Die deutsche Synchronisation entstand durch die Synchronfirma SDI Media Germany GmbH in Berlin unter der Dialogregie von Bernhard Völger.

#### Hauptrollen
| Schauspieler         | Bild | Rolle                    | Synchronsprecher  |
| -------------------- | ---- | ------------------------ | ----------------- |
| Sam Worthington      |      | Jim „Fitz“ Fitzgerald    | Alexander Doering |
| Paul Bettany         |      | Theodore „Ted“ Kaczynski | Frank Schaff      |
| Chris Noth           |      | Don Ackerman             | Tom Vogt          |
| Jeremy Bobb          |      | Stan Cole                | Christoph Banken  |
| Keisha Castle-Hughes |      | Tabby Milgrim            | Marieke Oeffinger |
| Elizabeth Reaser     |      | Ellie Fitzgerald         | Diana Borgwardt   |
| Lynn Collins         |      | Natalie Rogers           | Melanie Hinze     |
| Brian F. O’Byrne     |      | Frank McAlpine           | Thomas Schmuckert |
| Ben Weber            |      | Andy Genelli             | Stefan Krause     |

#### Nebenrollen
| Schauspieler       | Bild | Rolle                               | Synchronsprecher  |
| ------------------ | ---- | ----------------------------------- | ----------------- |
| Jane Lynch         |      | US-Generalstaatsanwältin Janet Reno | Heike Schroetter  |
| Katja Herbers      |      | Linda Kaczynski                     | Nicole Hannak     |
| Mark Duplass       |      | David Kaczynski                     | Florian Hoffmann  |
| Michael Nouri      |      | Bob Guccione                        | Thomas Kästner    |
| Jill Remez         |      | Susan Mosse                         | Sabine Walkenbach |
| Wallace Langham    |      | Louis Freeh                         | Peter Flechtner   |
| Brian d’Arcy James |      | Henry Murray                        | Lutz Schnell      |

### Produktion
Manhunt: Unabomber ist die erste Staffel. Sie wurde im Auftrag von Discovery Communications und von Kevin Spaceys Produktionsfirma Trigger Street Productions umgesetzt.
Die Handlung basiert auf dem Leben des FBI Supervisory Special Agent James R. Fitzgerald und seinem Buch A Journey to the Center of the Mind, Book III: The “First Ten” FBI Years, 1987–1997. Der Showrunner, Produzent und Regisseur Greg Yaitanes äußerte sich in einem Interview zu der Entstehung. Ursprünglich sei Manhunt: Unabomber unter dem Arbeitstitel Manifesto eine Storyidee für eine abgeschlossene Miniserie gewesen. Discovery aber sah darin das Potential für eine Anthologie. Er führt weiter aus, dass die US-Generalstaatsanwältin Janet Reno das verbindende Glied zwischen den einzelnen Fällen sein könnte. In der vierten Episode Publish or Parish fährt die Kamera über ihren Schreibtisch und man sieht die Sammelmappen der verschiedenen Kriminalfälle wie Waco, Oklahoma City in 1993 oder der Bombenanschlag auf das World Trade Center im gleichen Jahr.

### Episodenliste
| Nr. (ges.) | Nr. (St.) | Deutscher Titel                 | Originaltitel                 | Erstausstrahlung USA | Deutschsprachige Erstveröffentlichung (D/A/CH) | Regie         | Drehbuch                                                     | Zuschauer (USA) |
| ---------- | --------- | ------------------------------- | ----------------------------- | -------------------- | ---------------------------------------------- | ------------- | ------------------------------------------------------------ | --------------- |
| 1          | 1         | UNABOM                          | UNABOM                        | 1. Aug. 2017         | 12. Dez. 2017                                  | Greg Yaitanes | Andrew Sodroski                                              | 1,25 Mio.       |
| 2          | 2         | Pures „Wudder“                  | Pure Wudder                   | 1. Aug. 2017         | 12. Dez. 2017                                  | Greg Yaitanes | Andrew Sodroski Idee: Jim Clemente & Tony Gittelson          | 1,25 Mio.       |
| 3          | 3         | Frucht des verbotenen Baumes    | Fruit of the Poisonous Tree   | 8. Aug. 2017         | 12. Dez. 2017                                  | Greg Yaitanes | Max Hurwitz                                                  | 0,90 Mio.       |
| 4          | 4         | Veröffentlichung oder Untergang | Publish or Perish             | 15. Aug. 2017        | 12. Dez. 2017                                  | Greg Yaitanes | Nick Towne                                                   | 0,94 Mio.       |
| 5          | 5         | Hütte                           | Abri                          | 22. Aug. 2017        | 12. Dez. 2017                                  | Greg Yaitanes | Steven Katz Idee: Jim Clemente & Tony Gittelson              | 0,93 Mio.       |
| 6          | 6         | Ted                             | Ted                           | 29. Aug. 2017        | 12. Dez. 2017                                  | Greg Yaitanes | Steven Katz                                                  | 1,11 Mio.       |
| 7          | 7         | Lincoln                         | Lincoln                       | 5. Sep. 2017         | 12. Dez. 2017                                  | Greg Yaitanes | Nick Schenk Idee: Nick Schenk, Jim Clemente & Tony Gittelson | 1,02 Mio.       |
| 8          | 8         | USA gegen Theodore J. Kaczynski | USA vs. Theodore J. Kaczynski | 12. Sep. 2017        | 12. Dez. 2017                                  | Greg Yaitanes | Andrew Sodroski                                              | 0,93 Mio.       |

### Geschichtliche Genauigkeit
Greg Stejskal, ein ehemaliger FBI-Agent, der an der UNABOM-Untersuchung beteiligt war, kritisierte die Autoren der Serie in TheWrap. Er warf ihnen vor, „ein kleines Mitglied“ des FBI-Untersuchungsteams „zum Starspieler gemacht zu haben“, und bezog sich dabei auf die Darstellung von Jim Fitzgerald in der Serie. So habe Fitzgerald niemals Kaczynski getroffen, weder war er zu der Zeit der Verhaftung von Kaczynski in Montana noch spielte er eine Rolle bei der Suche nach Kaczynskis Hütte. Zudem führte er nie ein Verhör mit ihm.
Fitzgerald sagte Bustle im August 2017, dass die Serie im „hohen 80-Perzentil“ der Genauigkeit liegt, obwohl „der Fitz-Charakter ein Komposit“ ist. Auch habe er Kaczynski nicht interviewt, obwohl er sagte, dass er 2007 auf dem Weg dorthin sei, als Kaczynski seine Meinung geändert habe.
Die Verfolgungsjagd fand zudem in Billings, Montana statt, und nicht wie in der Serie dargestellt in Kalifornien.

## Staffel 2: „Tödliche Spiele“
Die zweite Staffel dreht sich um den Bombenanschlag bei den Olympischen Spielen 1996 sowie eine Serie weiterer Anschläge, die von Eric Rudolph durchgeführt wurden. Als Täter wurde jedoch zuerst der anfangs als Held gefeierte Wachmann Richard Jewell verdächtigt. Nachdem er eine verdächtige Tasche gefunden hatte, meldete er diese der Polizei und half mit, den Platz zu räumen, wodurch viele Menschen gerettet werden konnten. Dennoch geriet er ins Visier des FBI und wurde Opfer einer großangelegten Hetzkampagne der Medien, bis schließlich der wahre Täter gefasst werden konnte.
Die zweite Staffel wurde bei Spectrum Originals, einem VoD-Dienst von Charter Communications  am 3. Februar 2020 veröffentlicht. Die deutschsprachige Erstveröffentlichung fand am 19. März 2020 bei MagentaTV statt.

### Besetzung und Synchronisation
Die deutsche Synchronisation entstand durch die Berliner Synchron GmbH unter der Dialogregie von Klaus Bauschulte.
| Schauspieler       | Rolle          | Synchronsprecher  |
| ------------------ | -------------- | ----------------- |
| Cameron Britton    | Richard Jewell | Sven Fechner      |
| Arliss Howard      | Earl Embry     | Gunnar Helm       |
| Gethin Anthony     | Jack Brennan   | Fabian Oscar Wien |
| Kelly Jenrette     | Stacey Knox    | Claudia Gáldy     |
| Ness Bautista      | Joe Holliwell  | Dennis Sandmann   |
| Carla Gugino       | Kathy Scruggs  | Victoria Sturm    |
| Desmond Harrington | Louis Freeh    |                   |
| Jay O. Sanders     | Watson Bryant  |                   |
| Jack Huston        | Eric Rudolph   | Leonhard Mahlich  |
| Judith Light       | Bobi Jewell    | Kornelia Boje     |

### Episodenliste
| Nr. (ges.) | Nr. (St.) | Deutscher Titel     | Originaltitel           | Erstausstrahlung USA | Deutschsprachige Erstveröffentlichung (D/A/CH) | Regie          | Drehbuch        |
| ---------- | --------- | ------------------- | ----------------------- | -------------------- | ---------------------------------------------- | -------------- | --------------- |
| 9          | 1         | Centbomb            | CentBom                 | 3. Feb. 2020         | 19. März 2020                                  | Michael Dinner | Andrew Sodroski |
| 10         | 2         | Ein leichtes Ziel   | Unabubba                | 3. Feb. 2020         | 19. März 2020                                  | Michael Dinner | Andrew Sodroski |
| 11         | 3         | Sie täuschen sich   | Bombingham              | 3. Feb. 2020         | 19. März 2020                                  | Jon Avnet      | Denise Harkavy  |
| 12         | 4         | Lauf, Rudolph, lauf | Run Rudolph Run         | 3. Feb. 2020         | 19. März 2020                                  | Jon Avnet      | Nick Towne      |
| 13         | 5         | Mittagshitze        | Land of the Noonday Sun | 3. Feb. 2020         | 19. März 2020                                  | Janice Cooke   | Allison Moore   |
| 14         | 6         | Gottes Armee        | Army of God             | 3. Feb. 2020         | 19. März 2020                                  | Janice Cooke   | Nick Schenk     |
| 15         | 7         | Eric                | Eric                    | 3. Feb. 2020         | 19. März 2020                                  | Ali Selim      | Andrew Sodroski |
| 16         | 8         | Freund oder Feind   | Join or Die             | 3. Feb. 2020         | 19. März 2020                                  | Ali Selim      | Nick Towne      |
| 17         | 9         | Mit Füßen getreten  | Don’t Tread On Me       | 3. Feb. 2020         | 19. März 2020                                  | Michael Dinner | Nick Schenk     |
| 18         | 10        | Jagdsaison          | Open Season             | 3. Feb. 2020         | 19. März 2020                                  | Michael Dinner | Allison Moore   |